# Breña Alta
Breña Alta (vollständiger Name: Villa de Breña Alta) ist eine der 14 Gemeinden der Kanareninsel La Palma. Verwaltungssitz der Gemeinde ist San Pedro de Breña Alta.

## Orte der Gemeinde

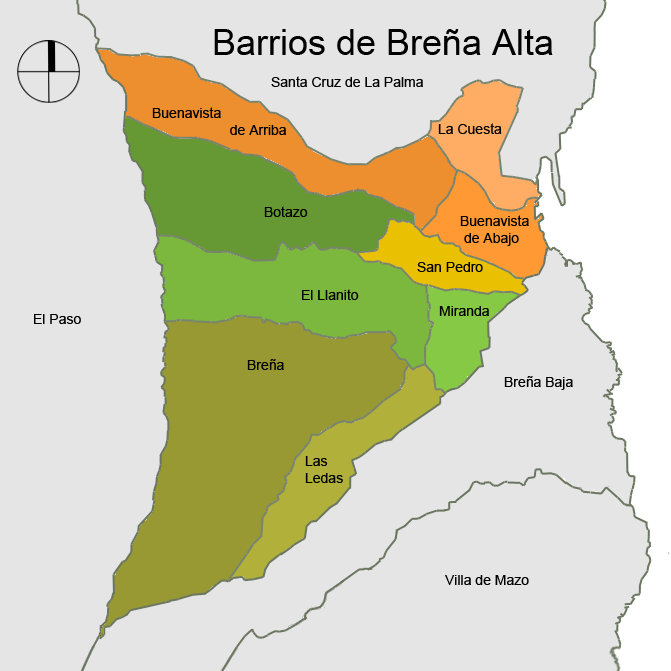
Gemeindeteile von Breña Alta

Die Bevölkerungszahlen in Klammern stammen aus dem Jahr 2013.
- San Pedro de Breña Alta (2.836)
- El Llanito (666)
- Miranda (751)
- La Cuesta (703)
- Buenavista de Arriba (550)
- Breña (540)
- Buenavista de Abajo (583)
- Las Ledas (442)
- Botazo (384)

## Bevölkerungsentwicklung
| Jahr | Einwohnerzahl | Veränderung |
| ---- | ------------- | ----------- |
| 1900 | 2.589         |             |
| 1910 | 2.863         | + 274       |
| 1920 | 3.078         | + 215       |
| 1930 | 3.437         | + 359       |
| 1940 | 3.843         | + 406       |
| 1950 | 4.049         | + 206       |
| 1960 | 4.762         | + 713       |

| Jahr | Einwohnerzahl | Veränderung |
| ---- | ------------- | ----------- |
| 1970 | 4.290         | – 472       |
| 1981 | 4.792         | + 502       |
| 1990 | 5.467         | + 675       |
| 2000 | 5.898         | + 431       |
| 2005 | 7.039         | + 1.141     |
| 2013 | 7.455         | + 416       |

## Allgemeines
Die Gemeinde Breña Alta wurde 1634 unabhängig. Breña Alta und Breña Baja sind bevorzugte Wohnorte der Hauptstädter La Palmas, hübsche Häuser und gepflegte Gärten prägen das Bild. Die Gemeinde lebt hier in einer durchschnittlichen Meereshöhe von 400 Metern noch hauptsächlich von Landwirtschaft.
In San Pedro de Breña Baja ist ein Zentrum der Zigarrenmanufaktur. Hier wird in kleinen Werkstätten ein Großteil der auf der Insel konsumierten dicken Puros (die Reinen) gerollt. Der dafür verwendete Tabak wird in der Umgebung angebaut. Die von Hand gefertigten palmerischen puros wurden auch von Winston Churchill bevorzugt.
Bei San Isidro befinden sich die teilweise mehrere hundert Jahre alten Drachenbäume.

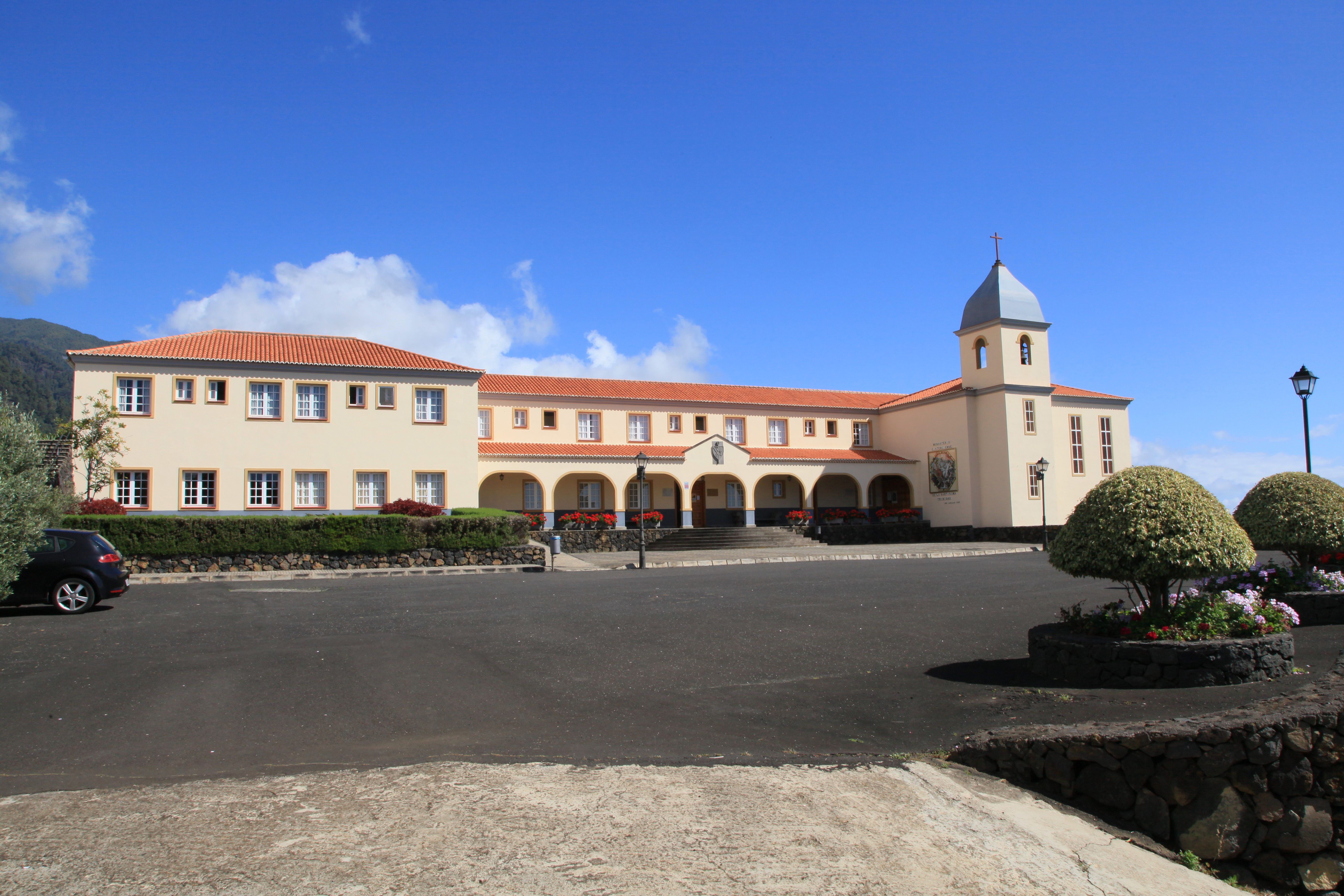
Kloster El Císter

In Breña Alta befindet sich das Zisterzienserinnenkloster Santísima Trinidad (auch als Monasterio El Císter bekannt).

## Söhne und Töchter
- Bernardo Álvarez Afonso (* 1949), katholischer Bischof